# Hambantota (ort i Sri Lanka)
Hambantota (tamil: அம்பாந்தோட்டை) är en ort i Sri Lanka.   Den ligger i provinsen Southern Province, i den södra delen av landet, 170 km sydost om huvudstaden Colombo. Hambantota ligger 10 meter över havet och antalet invånare är 12 077.
Terrängen runt Hambantota är platt. Havet är nära Hambantota åt sydost.  Det finns inga andra samhällen i närheten. 